# Jules Gabriel Compayré
Jules Gabriel Compayré, född 2 januari 1843, död 24 februari 1913, var en fransk psykolog och skolman.
Compayré räknas tillsammans med Hippolyte Taine, Victor Egger med flera till dem som förberett den franska barnpsykologins utveckling i experimentell riktning. För den 1881 inrättade konfessionslösa skolan skrev Compayré sina Éléments d'éducation civique (1881). Bland han övriga verk märks Cours de pédagogie théorique et pratique (1885) och L'évolution intellectuelle et morale de l'enfant (1893).